# 科瓦奇·米哈伊
科瓦奇·米哈伊（Kovács Mihály，1818年7月18日—1892年8月3日）是一位匈牙利画家。匈牙利國家美術館收藏有一些他的画作，其中就有《帕拉丁加拉伊保护女王瑪麗亞和王后伊莉莎白》（Palatine Garay defends Queens Mary and Elizabeth，约1885年）。